# لانكسيس
لانكسيس إيه جي (بالإنجليزية: Lanxess AG) هي شركة كيماويات ألمانية متخصصة مقرها في مدينة كولونيا في ألمانيا، تأسست الشركة عام 2004 منبثقة من قسم المواد الكيميائية وأجزاء البوليمرات في شركة باير. 
تم إدراج أسهم لانكسيس في مؤشر داكس الألماني من 24 سبتمبر 2012 إلى 21 سبتمبر 2015 وتشكل جزءًا من مؤشر MDAX وهو مؤشر متوسط الحجم. الشركة أيضا مدرجة في مؤشر داو جونز للاستدامة ومؤشر FTSE4Good.
في عام 2016، بدأت لانكسيس في التركيز على سوق المواد المضافة لزيوت التشحيم ومثبطات الحريق من خلال الاستحواذ على شركة Chemtura و إدخال أعمالها في المطاط في مشروع مشترك مع أرامكو السعودية.   
في فبراير 2020، استحوذت لانكسيس على الشركة البرازيلية لتصنيع المبيدات Itibanyl Produtos Especiais Ltda. (IPEL). 
في يوليو 2022، أكملت لانكسيس استحواذها على وحدة التحكم الميكروبية في International Flavours &amp; Fragrances مقابل 1,3 مليار دولار أمريكي. 

## روابط خارجية
- الموقع الرسمي